# Coelioxys bertonii
Coelioxys bertonii là một loài Hymenoptera trong họ Megachilidae. Loài này được Schrottky mô tả khoa học năm 1909.